# César Ortiz-Echagüe Rubio
César Ortiz-Echagüe Rubio (Madrid, 13 de enero de 1927) es un arquitecto español.

## Biografía
Fue el cuarto de ocho hermanos de una familia con marcada sensibilidad artística; su tío, Antonio Ortiz Echagüe (Guadalajara, 1883-1942) fue pintor y su padre, José Ortiz Echagüe (Guadalajara 1880-Madrid 1980), cultivó la fotografía artística, y llevó a cabo numerosas exposiciones por todo el mundo. Sus fotografías han sido objeto de abundantes publicaciones; además fundó y presidió las empresas CASA y SEAT, lo cual influyó decisivamente en el éxito profesional de su hijo César.
Ortiz-Echagüe realizó sus estudios de bachillerato en el Colegio Alemán de Madrid, y los terminó en 1945. En 1947 ingresó en la Escuela de Arquitectura de Madrid, en la que en junio de 1952 obtuvo el premio anual de la Real Academia de Bellas Artes de San Fernando por su proyecto fin de carrera.
Colabora en la puesta en marcha de la Escuela Técnica Superior de Arquitectura de la Universidad de Navarra (1967), de la que es nombrado profesor extraordinario.
En 1974 es nombrado académico de arquitectura por la Academia de Bellas Artes de Baviera, a la que ya pertenecía Eduardo Chillida y en la que después entraría Antonio Tàpies.
Miembro del Opus Dei desde 1945 es ordenado sacerdote en Roma, por Juan Pablo II, en 1983.
En 1984 traslada su residencia a Alemania. En 2015 volvió a Madrid.

## Labor como arquitecto

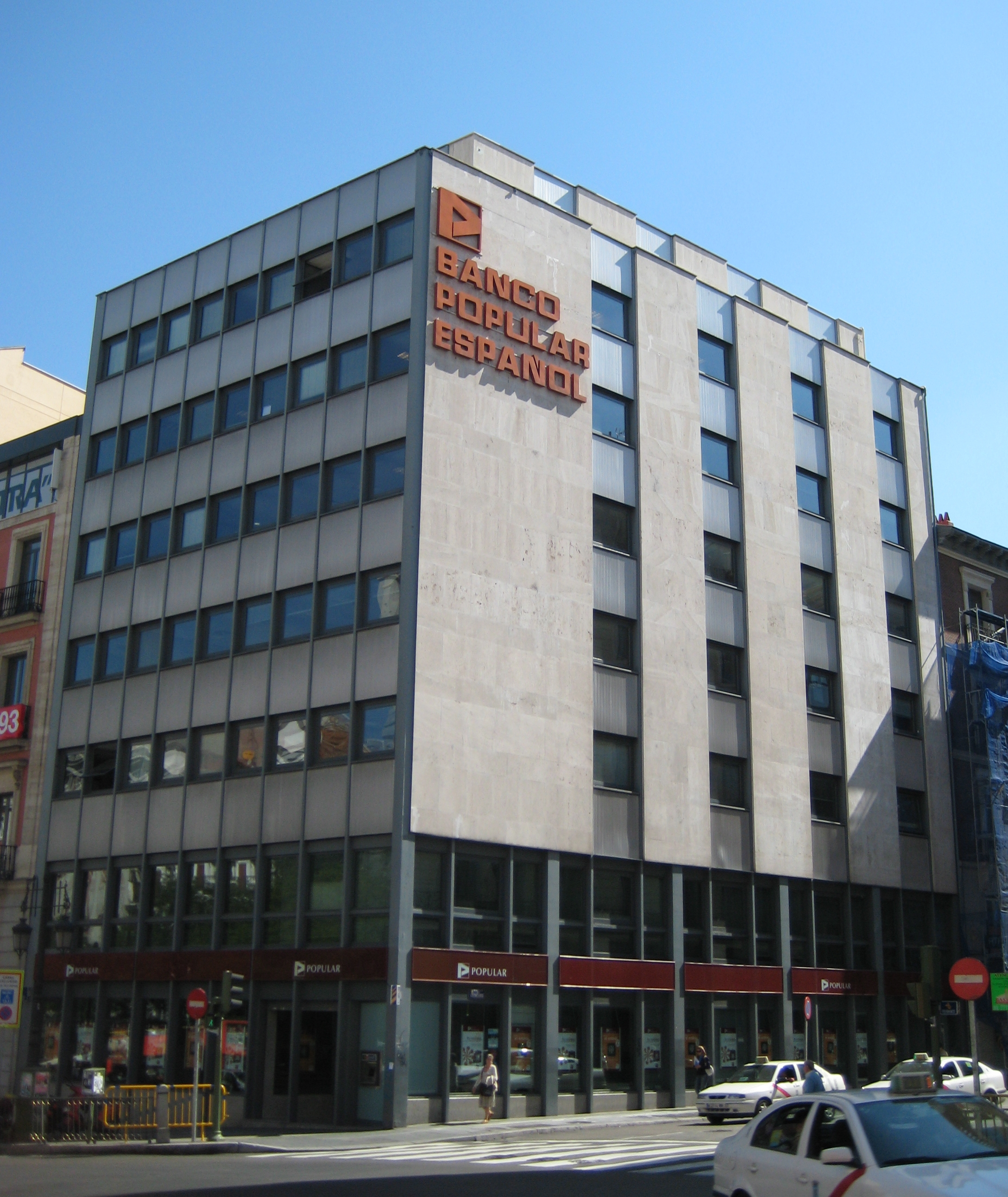
Banco Popular Español (Madrid)

A finales de 1953, se le presentó la primera gran oportunidad en un pequeño proyecto que le encargó la SEAT. Consistía en un edificio para albergar los comedores de la factoría SEAT en Barcelona; realizó esta obra en colaboración con el estudio de Manuel Barbero Rebolledo (t. 1950) y Rafael de la Joya Castro (t. 1950). El edificio se estaba construyendo cuando Ortiz-Echagüe y Echaide se asociaron, en 1954. Tras el éxito internacional alcanzado por los Comedores, distinguidos con el primer premio Reynolds de 1957, que concedía el Instituto Americano de Arquitectos, la firma automovilística confió nuevos e importantes encargos al estudio Ortiz-Echagüe/Echaide. 		
Ortiz-Echagüe encontró en la arquitectura de Mies la expresión más adecuada para el momento de industrialización en el que España estaba inmersa y a la estética miesiana pertenecerán sus obras más conocidas: los proyectos que realizó para la empresa automovilística SEAT y la entidad financiera Banco Popular Español: el conjunto de edificios de la filial de la SEAT en Barcelona (1959-1964), la filial de la SEAT en Sevilla (1960), los Laboratorios de la SEAT en Barcelona (1960) y el Depósito de automóviles de la filial de la SEAT en Madrid (1964), así como la Sucursal del Banco Popular Español en la Gran Vía de Madrid (1958). Tras esta primera etapa, el estudio de Ortiz-Echagüe se especializa en un segundo campo, el de la enseñanza, al que dedicará los últimos años de trabajo, y destacan dos proyectos: el Instituto Tajamar (1961-1966) en Vallecas, y el Colegio Retamar (1967), en Somosaguas.
En el terreno de la producción teórica, Ortiz-Echagüe hace una labor de difusor y propagandista de la arquitectura española en Europa durante los años 60. En 1960 escribe un artículo para la revista portuguesa Binario titulado “40 años de arquitectura española”, en el que ofrece un panorama que va desde antes de la guerra civil hasta las obras más destacables de la década de los cincuenta. En 1961 y 1962 pronuncia varias conferencias en Alemania y Suiza bajo el mismo título. En 1962 prepara un número monográfico sobre la joven arquitectura española para la revista suiza Werk titulado “Dreissig Jahre Spanische Architektur” (“Treinta años de arquitectura española”); después será corresponsal de la revista hasta 1973 con un artículo anual titulado “Brief aus Spanien” (“Carta desde España”). En 1965 publica el libro La arquitectura española actual. En 1967 disuelve el estudio.

## Obras de Arquitectura
- 1953-1954, REFORMA DE EDIFICIO DE VIVIENDAS, General Mola, 39. Madrid.

- 1954-1956, COMEDORES DE LA FACTORÍA SEAT, Barcelona, (con Barbero y De la Joya).

- 1955-1956, CHALET ALONSO OLEA, Madrid.

- 1955-1957, 72 VIVIENDAS BONIFICABLES, Santiago de Compostela.

- 1956-1958, EDIFICIO DE VIVIENDAS; C/López de Hoyos, 69. Madrid.

- 1956-1960, 52 VIVIENDAS DE RENTA LIMITADA EN “LA ESTILA”, Santiago de Compostela.

- 1957-1958, SUCURSAL DEL BANCO POPULAR ESPAÑOL, C/Esparteros, Madrid.

- 1957-1959, DEPÓSITO DE AUTOMÓVILES. FILIAL DE LA SEAT, Barcelona.

- 1957-1960, FILIAL DE LA SEAT, Sevilla.

- 1958, SUCURSAL DEL BANCO POPULAR ESPAÑOL, C/ Gran Vía, Madrid.

- 1958-1960, LABORATORIOS DE LA SEAT, Barcelona.

- 1958-1960, ESCUELA HOGAR LLAR. Barcelona.

- 1959, SUCURSAL DEL BANCO POPULAR ESPAÑOL, C/ López de Hoyos. Madrid.

- 1959-1960, SUCURSAL DEL BANCO POPULAR ESPAÑOL, C/Dr. Esquerdo. Madrid.

- 1959-1961, SUCURSAL DEL BANCO POPULAR ESPAÑOL, C/Princesa, Madrid.

- 1959-1961, EXPOSICIÓN. FILIAL DE LA SEAT, Barcelona.

- 1959-1962, IMPRENTA HAUSER Y MENET, Madrid.

- 1959-1964, TORRE DE OFICINAS. FILIAL DE LA SEAT, Barcelona.

- 1960-1961, INSTITUTO TAJAMAR. AULAS Y TALLERES (1.ª fase), Madrid.

- 1960-1962, SUCURSAL DEL BANCO POPULAR ESPAÑOL, C/ Fuencarral, Madrid.

- 1960-1962, EDIFICIO CENTRAL DEL BANCO POPULAR ESPAÑOL, Madrid.

- 1962, INSTITUTO TAJAMAR. AULAS Y TALLERES (2.ª fase), Madrid.

- 1963, INSTITUTO TAJAMAR. (3.ª fase), Madrid.

- 1961-1962, TALLERES DE ARTE GRANDA, Madrid.

- 1961-1962, EDIFICIO FEMSA, Barcelona.

- 1961-1963, TALLER DE REPARACIÓN. FILIAL DE LA SEAT, Madrid.

- 1962-1964, DEPÓSITO DE AUTOMÓVILES. FILIAL DE LA SEAT, Av/ Castellana, Madrid.

- 1964-1966, INSTITUTO TAJAMAR. EDIFICIOS REPRESENTATIVOS (4.ª fase), Madrid.

- 1965-1967, COLEGIO RETAMAR (1.ª Fase: Bloque de Aulas y Edificio Central). Madrid.

- 1967-1969, COMEDORES UNIVERSITARIOS, Universidad de Navarra, Pamplona.

- 1977-1978, COLEGIO IRABIA, Pamplona.

## Escritos
- La arquitectura española actual. Rialp, Madrid, 1965.

- “Con Neutra por tierras de Castilla”, en Boletín Dirección General de Arquitectura, diciembre, 1954, pp. 22-23.

- “Impresiones de un arquitecto en la Expo”, en Nuestro Tiempo, n.º 53, noviembre de 1958, pp. 609-611.

- “Ludwig Mies van der Rohe (1886): El arquitecto que obtiene las formas más bellas de los nuevos materiales”, en Forjadores del mundo contemporáneo. Vol. IV. Planeta, Barcelona, 1959, pp. 463-471.

- “40 años de arquitectura española”. Separata de la revista Binário, n.º 25, octubre de 1960, pp. 325-330.

- “40 años de arquitectura española. Conclusión”, resumen del primer “Pequeño Congreso de Arquitectura” en Binário, n.º 27, diciembre de 1960, pp. 437-444.

- “El camino de la luz de la arquitectura”, en El Alcázar, 31 de diciembre de 1960, p. 9.

- “Los avances tecnológicos y la industria en la arquitectura”, respuestas a una encuesta de Carlos Flores, en Hogar y Arquitectura, n.º 79, noviembre-diciembre de 1968, p. 60.

- “La Ciudad Universitaria” y “La Casa de las Flores”, en Nuevo Diario, 1968.

- “Mies van der Rohe”, Nuestro Tiempo, n.º 184, Pamplona, octubre de 1969, pp. 374-380.

- “Zuazo, el maestro que nos faltó”, en Revista Bellas Artes, n.º 5, diciembre de 1970, pp. 13-15.

- “Mano a mano”, en Rafael Echaide: arquitecto, 1923-1994, AA. VV., Ediciones ETSA Universidad de Navarra, Pamplona, 1994, pp. 5-7.

- “Arquitectura industrial”, conferencia en la ETSA de Madrid recogida en POZO MUNICIO, José Manuel. Ortiz-Echagüe en Barcelona. Publicaciones del C.O.A.C., Barcelona, 2000, pp. 22-31.

- “Nuestra trayectoria arquitectónica”, conferencia en la ETSA de Madrid recogida en POZO MUNICIO, José Manuel, Ortiz-Echagüe en Barcelona. Publicaciones del C.O.A.C., Barcelona, 2000, pp. 12-21.

- Cincuenta años después, Colección Lecciones de Arquitectura, n. 6, T6) Ediciones, Pamplona, 2001.

COLABORACIONES EN LA REVISTA SUIZA WERK:
- “Dreissig Jahre spanische Architektur” (“Treinta años de arquitectura española”), en Werk, n.º 6, junio 1962.

- “Moderne Schulgebäude in Spanien” (“Arquitectura escolar moderna en España”), en Werk-Chronik, n.º 3, 1963, p. 52.

- “Brief aus Spanien” (“Carta desde España”), Werk-Chronik, n.º 5, 1964, pp. 93-97.

- “Brief aus Spanien” (“Carta desde España”), Werk-Chronik, n.º 10, 1965, pp. 220-222.

- “Brief aus Spanien” (“Carta desde España”), Werk-Chronik, n.º 9, 1966, pp. 207-209.

- “Brief aus Spanien” (“Carta desde España”), Werk-Chronik, n.º 11, 1967, pp. 744-747.

- “Brief aus Spanien” (“Carta desde España”), Werk-Chronik, n.º 3, 1969, pp. 205-208.

- “Brief aus Spanien” (“Carta desde España”), Werk-Chronik, n.º 5, 1970, pp. 341-344.

- “Brief aus Spanien” (“Carta desde España”), Werk-Chronik, n.º 11, 1971, pp. 766-770.

- “Architekturaktualitäten aus Spanien” (“Actualidad arquitectónica española”) en Werk/oeuvre, n.º 4, 1974, pp. 457-460.

- “Moderne Architektur in Spanien” (“Arquitectura moderna en España”), en Bauen Wohnen, n.º 8, agosto 1966, pp. 321-328.

## Exposiciones sobre la obra de Ortiz-Echagüe
- “38 fotografías para retratar los cincuenta. Los edificios de la Seat: Escaparate de una nueva arquitectura”, Buhardilla de la Sala de Armas, Ciudadela de Pamplona, 16 de marzo al l7 de abril de 2006.

- “38 fotografías para retratar los cincuenta. Los edificios de la Seat: Escaparate de una nueva arquitectura”, Biblioteca Fort-Pienc, Barcelona, 7 de abril al 22 de abril de 2010.

- “38 fotografías para retratar los cincuenta. Los edificios de la Seat: Escaparate de una nueva arquitectura”, Biblioteca Francesc Candel, Barcelona, mayo de 2010.

- “Los brillantes 50. 35 proyectos”, Ministerio de Vivienda, Madrid, 11 de marzo al 25 de abril de 2010.

- “Werk 6/62: Un retrato de España”, Escuela de Arquitectura, Universidad de Navarra, Pamplona, mayo-junio de 2012.